# Aquarium of the Bay
L'Aquarium of the Bay est un aquarium public situé sur l'artère The Embarcadero à San Francisco, en Californie. L'aquarium abrite des espèces aquatiques vivant dans la baie de San Francisco ou dans les eaux environnantes.
L'aquarium est un membre accrédité de l'Association des zoos et aquariums.

## Histoire

### Projets initiaux et UnderWater World

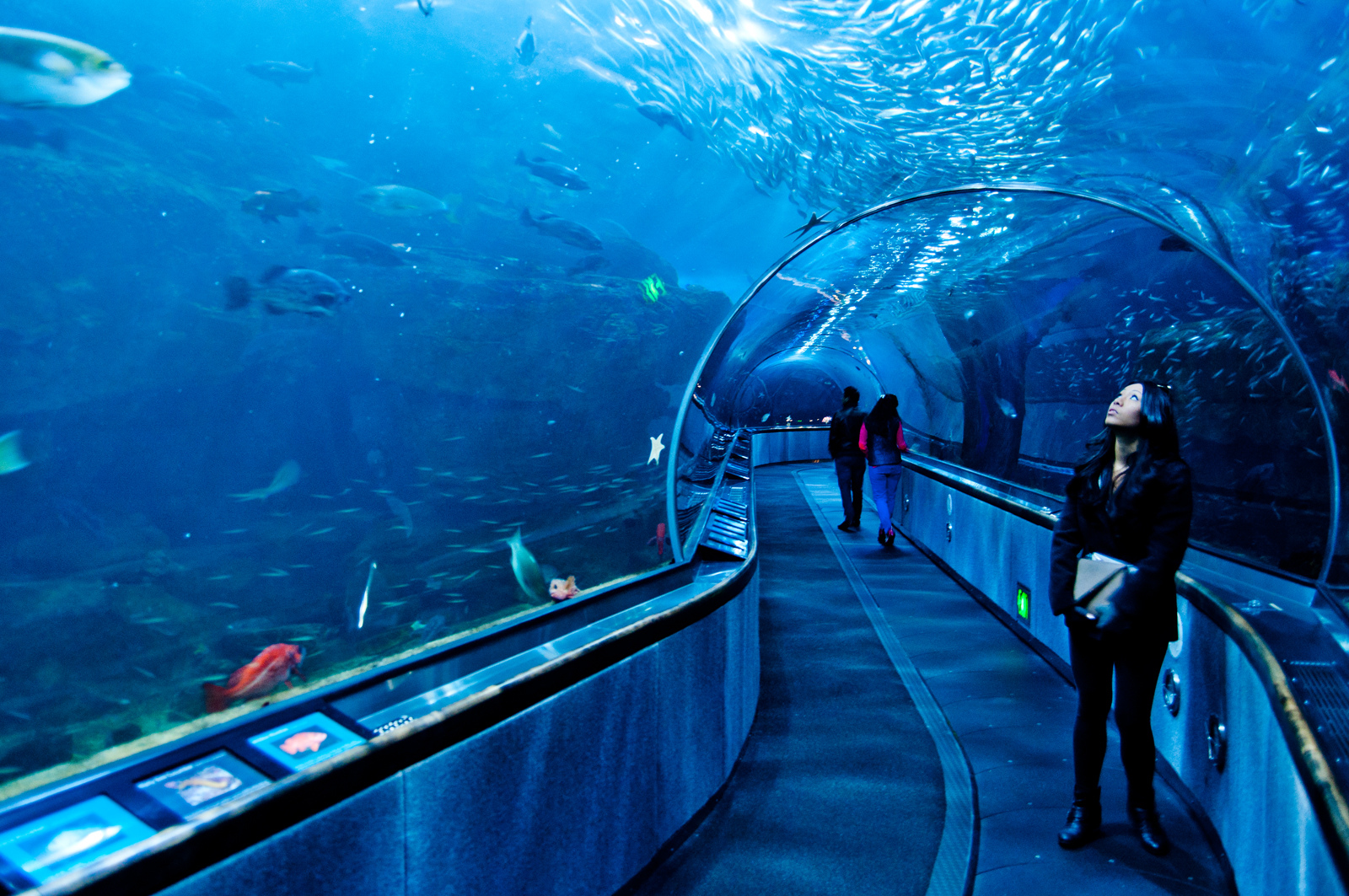
Les visiteurs de l'aquarium se déplacent le long de deux tunnels sous-marins.

À l'origine, l'aquarium devait ouvrir au cours de l'été 1988 mais l'opposition de commerçants du quartier de Fisherman's Warf et de groupes environnementaux de la baie de San Francisco a repoussé le début de la construction au mois de juillet 1995. Les différends entre les acteurs concernaient notamment la superficie initiale du projet qui aurait nécessité de gagner plus de 2 000 m2 sur la baie. Différentes tractations avec des groupes environnementaux obligèrent l'aquarium à limiter l'affluence à 12 600 visiteurs par jour et à n'abriter que des espèces originaires de la baie.
L'aquarium ouvre le 19 avril 1996 sous le nom d'UnderWater World à l'issue d'une construction estimée à 38 000 000 $. Le complexe abrite alors environ 4 000 poissons représentant plus de cent espèces. L'attraction phare de l'aquarium consistait en deux tunnels sous-marins de 110 m de longueur,. Avant l'ouverture, la fréquentation annuelle attendue s'élevait à 1 600 000 visiteurs mais l'aquarium suscite des réactions très mitigées, les propriétaires envisagent de faire venir des espèces plus impressionnantes. Cependant, seulement quinze mois après l'ouverture, la fréquentation n'atteignait que 3 500 visiteurs par jour. UnderWater World se déclare en cessation de paiements le 10 mars 1999.

### Aquarium of the Bay
En juin 2000, le complexe est vendu à un groupe d'actionnaires mené par BNP Paribas : UnderWater World prend le nom d'Aquarium of the Bay. La fréquentation stagne à 1 000 visites quotidiennes. Au cours de l'année 2001, le bâtiment profite d'une rénovation à 2 000 000 $ et de nouvelles espèces marines sont ajoutées : l'aquarium compte alors 60 000 spécimens représentant 273 espèces.
En 2005, l'aquarium est mis en vente avec comme conditions que les espèces futures soient originaires de la baie et que l'aquarium se tourne vers l'éducation et la recherche. Une organisation environnementale locale, The Bay Institute, devient entièrement propriétaire de l'aquarium en juin 2009 pour 9 500 000 $.

## Animaux
L'Aquarium abrite plus de 50 requins d'espèces indigènes parmi lesquelles :
- le requin plat-nez (Notorynchus cepedianus) ;
- le requin léopard (Triakis semifasciata) ;
- le requin-hâ ou milandre (Galeorhinus galeus) ;
- l'aiguillat commun (Squalus acanthias) ;
- l'émissole brune (Mustelus henlei) ;
- l'ange de mer du Pacifique (Squatina californica).

Sous la direction de The Bay Institute, l'aquarium participe au marquage de spécimens de Requins Plat-nez afin d'étudier cette espèce qui se reproduit dans la baie de San Francisco.